# Јаспер Силесен
Јакобус Антонијус Петер „Јаспер” Силесен (хол. Jacobus Antonius Peter "Jasper" Cillessen; Најмеген, 22. април 1989) холандски је фудбалски голман који тренутно игра за НЕЦ и фудбалску репрезентацију Холандије.
Своју фудбалску каријеру, почео је у НЕЦ−у, из кога је 2011. прешао у Ајакс за 3 милиона евра. За њих је одиграо 6 сезона и наступио 143 пута на свим такмичењима. Барселона га је купила 2016. након одласка Клаудија Брава за 13 милиона евра.
За репрезентацију Холандије, Силесен је дебитовао 2013. на пријатељском мечу против Индонезије. На Светском првенству 2014. изабран је за главног голмана Холандије и бранио је на свим мечевима које су играли, а освојили су 3. место.

## Трофеји
Ајакс
- Првенство Холандије (3) : 2011/12, 2012/13, 2013/14.
- Суперкуп Холандије (1) : 2013.

Барселона
- Првенство Шпаније (2) : 2017/18, 2018/19.
- Куп Шпаније (2) : 2016/17, 2017/18.
- Суперкуп Шпаније (1) : 2018.